# Episodi di Carovane verso il West (terza stagione)
La terza stagione della serie televisiva Carovane verso il West è andata in onda negli Stati Uniti dal 30 settembre 1959 al 22 giugno 1960 sulla NBC.
| nº | Titolo originale               | Prima TV USA      | Titolo italiano | Prima TV Italia |
| -- | ------------------------------ | ----------------- | --------------- | --------------- |
| 1  | The Stagecoach Story           | 30 settembre 1959 |                 |                 |
| 2  | The Greenhorn Story            | 7 ottobre 1959    |                 |                 |
| 3  | The C.L. Harding Story         | 14 ottobre 1959   |                 |                 |
| 4  | The Estaban Zamora Story       | 21 ottobre 1959   |                 |                 |
| 5  | The Elizabeth McQueeny Story   | 28 ottobre 1959   |                 |                 |
| 6  | The Martha Barham Story        | 4 novembre 1959   |                 |                 |
| 7  | The Cappy Darrin Story         | 11 novembre 1959  |                 |                 |
| 8  | The Felizia Kingdom Story      | 8 novembre 1959   |                 |                 |
| 9  | The Jess MacAbbee Story        | 25 novembre 1959  |                 |                 |
| 10 | The Danny Benedict Story       | 2 dicembre 1959   |                 |                 |
| 11 | The Vittorio Bottecelli Story  | 16 dicembre 1959  |                 |                 |
| 12 | The St. Nicholas Story         | 23 dicembre 1959  |                 |                 |
| 13 | The Ruth Marshall Story        | 30 dicembre 1959  |                 |                 |
| 14 | The Lita Foladaire Story       | 6 gennaio 1960    |                 |                 |
| 15 | The Colonel Harris Story       | 13 gennaio 1960   |                 |                 |
| 16 | The Maidie Brandt Story        | 20 gennaio 1960   |                 |                 |
| 17 | The Larry Hanify Story         | 27 gennaio 1960   |                 |                 |
| 18 | The Clayton Tucker Story       | 10 febbraio 1960  |                 |                 |
| 19 | The Benjamin Burns Story       | 17 febbraio 1960  |                 |                 |
| 20 | The Ricky and Laura Bell Story | 24 febbraio 1960  |                 |                 |
| 21 | The Tom Tuckett Story          | 2 marzo 1960      |                 |                 |
| 22 | The Tracy Sadler Story         | 9 marzo 1960      |                 |                 |
| 23 | The Alexander Portlass Story   | 16 marzo 1960     |                 |                 |
| 24 | The Christine Elliot Story     | 23 marzo 1960     |                 |                 |
| 25 | The Joshua Gilliam Story       | 30 marzo 1960     |                 |                 |
| 26 | The Maggie Hamilton Story      | 6 aprile 1960     |                 |                 |
| 27 | The Jonas Murdock Story        | 13 aprile 1960    |                 |                 |
| 28 | The Amos Gibbon Story          | 20 aprile 1960    |                 |                 |
| 29 | Trial for Murder (1)           | 27 aprile 1960    |                 |                 |
| 30 | Trial for Murder (2)           | 4 maggio 1960     |                 |                 |
| 31 | The Countess Baranof Story     | 11 maggio 1960    |                 |                 |
| 32 | The Dick Jarvis Story          | 18 maggio 1960    |                 |                 |
| 33 | The Dr. Swift Cloud Story      | 25 maggio 1960    |                 |                 |
| 34 | The Luke Grant Story           | 1º giugno 1960    |                 |                 |
| 35 | The Charlene Brenton Story     | 8 giugno 1960     |                 |                 |
| 36 | The Sam Livingston Story       | 15 giugno 1960    |                 |                 |
| 37 | The Shadrack Bennington Story  | 22 giugno 1960    |                 |                 |

## The Stagecoach Story
- Prima televisiva: 30 settembre 1959
- Diretto da: William Witney
- Scritto da: Jean Holloway

### Trama
- Guest star: Henry Darrow (Benito de Varga), Lalo Rios (Juan), Abel Franco (Border Guard), Dennis McCarthy (commesso), Debra Paget (Angela de Varga), Clu Gulager (Caleb Jamison), Abraham Sofaer (Antonio de Varga), Tom Hernández (partner di ballo di Angela)

## The Greenhorn Story
- Prima televisiva: 7 ottobre 1959
- Diretto da: Bretaigne Windust
- Scritto da: Jean Holloway

### Trama
- Guest star: Jerry Hauser (Luke Greenley), Byron Foulger (Humphrey Pumphret), Ronnie Dapo (Ronnie Pumphret), James Burke (Harrison), Mickey Rooney (Samuel T. Evans), Ellen Corby (zia Em), Daria Massey (Melanie Pumphret)

## The C.L. Harding Story
- Prima televisiva: 14 ottobre 1959
- Diretto da: Herschel Daugherty
- Soggetto di: Howard Christie, Jean Holloway

### Trama
- Guest star: Theodore Newton (Buzz), John Holland (Ellington), Jean Ingram (Estabella Hoag), Amzie Strickland (Arletta), Claire Trevor (Cecelia Lucinda "C. L." Harding), Johnny Cash (Frank Hoag), Norman Leavitt (membro dello scompartimento del treno)

## The Estaban Zamora Story
- Prima televisiva: 21 ottobre 1959
- Diretto da: Bretaigne Windust
- Scritto da: Halsey Melone

### Trama
- Guest star: David McMahon (padre James), James Griffith (Luke Stone), Kevin Corcoran (ragazzo), Jeanne Bates (Sereta Zamora), Ernest Borgnine (Estaban Zamora), Leonard Nimoy (Bernabe Zamora), Phillip Pine (Manuel Zamora), Robert Armstrong (Roy Daniels), Stuart Randall (sceriffo Hixon), Roy Jenson (Watkins)

## The Elizabeth McQueeny Story
- Prima televisiva: 28 ottobre 1959
- Diretto da: Allen H. Miner
- Scritto da: Allen H. Miner

### Trama
- Guest star: Lynette Bernay (Lynn), Joseph Mell (negoziante), Phil Arnold (Sylvester), John Wilder (Stanley Blower), Bette Davis (Elizabeth McQueeny), Robert Strauss (Count Roberto di Falcone), Maggie Pierce (Roxanne), Meg Wyllie (Mrs. Blower), Danielle Aubry (Danielle Duval), Marjorie Bennett (moglie di Sylvester), Barney Biro (Phil)

## The Martha Barham Story
- Prima televisiva: 4 novembre 1959
- Diretto da: James Neilson
- Soggetto di: Howard Christie, James A. Parker

### Trama
- Guest star: John Damler (attendente), Larry J. Blake (capo White Cloud), John McKee (tenente), Henry Brandon (Black Panther), Ann Blyth (Martha Barham), Dayton Lummis (maggiore Barham), Read Morgan (Curly Horse), Mike Road (capitano Wade Forrest), Warren Oates (Silas Carpenter), Mel Pogue (soldato)

## The Cappy Darrin Story
- Prima televisiva: 11 novembre 1959
- Diretto da: Virgil Vogel
- Scritto da: Stanley Kallis

### Trama
- Guest star: Tom Nolan (Tuck Hardy), Ed Wynn (Cappy Darrin), Robert Burton (dottore), Tyler McVey (Mason Hardy), Rodd Redwing (capo)

## The Felizia Kingdom Story
- Prima televisiva: 8 novembre 1959
- Diretto da: Joseph Pevney
- Scritto da: Leonard Praskins, Sloan Nibley

### Trama
- Guest star: Madeleine Taylor Holmes (Maria), Richard Devon (Frenchy), Lane Bradford (Ed Stilson), Andy Albin (Buzzy), Judith Anderson (Felizia Kingdom), Larry Perron (Snare), Jean Allison (Angela Kingdom), John Hudson (Alex Stoddard), Joe Dominguez (Manuel Sandoval)

## The Jess MacAbbee Story
- Prima televisiva: 25 novembre 1959
- Diretto da: David Butler
- Scritto da: James A. Parker, Howard Christie

### Trama
- Guest star: Terry Burnham (Mary Belle), Karen Green (Anna Belle), Ray Teal (Jed Culpepper), Tammy Marihugh (Cora Belle), Andy Devine (Jess MacAbbee), Glenda Farrell (Belle MacAbbee), Carol Byron (Lilly Belle), Marlene Willis (Sally Belle), Billy St. John (Jim Culpepper)

## The Danny Benedict Story
- Prima televisiva: 2 dicembre 1959
- Diretto da: Herschel Daugherty
- Scritto da: Harold Swanton

### Trama
- Guest star: Herbert Lytton (dottore), Melinda Plowman (Priscilla Walker), Stacy Keach, Sr. (generale Phil Sheridan), Audrey Swanson (infermiera Louisa), Brandon de Wilde (Danny Benedict), Onslow Stevens (colonnello Benedict), Walter Reed (maggiore Harrison), Chuck Hicks (ufficiale corte marziale)

## The Vittorio Bottecelli Story
- Prima televisiva: 16 dicembre 1959
- Diretto da: Jerry Hopper
- Soggetto di: Howard Christie, Jean Holloway

### Trama
- Guest star: Vitina Marcus (Veronique), Lyn Thomas (Ella Chambers), Lisa Simone (marchesa), Carlo Tricoli (re), Gustavo Rojo (duca Vittorio Bottecelli), Elizabeth Montgomery (Julie Crail), Anthony Caruso (Josef), James Lydon (Tod), Edgar Barrier (conte), Anna Marya Kareen (Contessa)

## The St. Nicholas Story
- Prima televisiva: 23 dicembre 1959
- Diretto da: Bretaigne Windust
- Scritto da: Jean Holloway

### Trama
- Guest star: John Bangert (Jimmy Sherman), Kay Stewart (Cora Dahlman), Vito Scotti (Tony), Edward Vargas (Little Eagle), Robert Emhardt (Papa Kling), Elisabeth Fraser (Mama Kling), J. M. Kerrigan (John Reed), Fintan Meyler (donna a lutto), Sue Randall (Mrs. Sherman), Henry Brandon (capo Ute), Richard H. Cutting (dottor Dahlman), Eddie Little Sky (guerriero indiano)

## The Ruth Marshall Story
- Prima televisiva: 30 dicembre 1959
- Diretto da: Richard H. Bartlett
- Soggetto di: Paul King, Joseph Stone

### Trama
- Guest star: Fred Sherman (Ottie), Robert Bice (Basca), Buddy Bice (guerriero indiano), Sam Capuano (Red Cloud), Luana Patten (Ruth Marshall), Michael Keene (Amos Marshall), Henry Amargo (figlio di Red Cloud)

## The Lita Foladaire Story
- Prima televisiva: 6 gennaio 1960
- Diretto da: Jerry Hopper
- Soggetto di: Helen Cooper

### Trama
- Guest star: Richard Crane (Clay Foladaire), Kent Smith (Jess Foladaire), Paul Birch (Dan Clayton), Jay Novello (Carlotti), Evelyn Brent (Mrs. Simmons), Diane Brewster (Lita Foladaire), Tom Drake (dottor John Cannon), Lurene Tuttle (Mrs. Willoughby)

## The Colonel Harris Story
- Prima televisiva: 13 gennaio 1960
- Diretto da: Virgil Vogel
- Soggetto di: Virgil Vogel

### Trama
- Guest star: Ken Mayer (maggiore Shegan), Nestor Paiva (sergente Boehmer), Irene Windust (Charity Harris), Jacqueline DeWit (principessa), James Best (Bowman Lewis/Red Bow), John Howard (colonnello Harris), Bill Catching (soldato)

## The Maidie Brandt Story
- Prima televisiva: 20 gennaio 1960
- Diretto da: Virgil Vogel
- Soggetto di: Oliver Crawford

### Trama
- Guest star: Richard Eyer (Matthew Brandt), Edward Platt (Orobio D'Acosta), Johnny Eimen (Billy Taylor), Ronnie Sorensen (Simon Taylor), Jean Hagen (Maidie Brandt), Claudia Bryant (Mrs. Taylor)

## The Larry Hanify Story
- Prima televisiva: 27 gennaio 1960
- Diretto da: Ted Post
- Scritto da: Harold Swanton

### Trama
- Guest star: Edith Evanson (Mrs. Jurgis), Dan Riss (Marshal Kelley), Pierre Watkin (dottore), Wally Moon (sceriffo Bender), Tommy Sands (Larry Hanify), Cindy Robbins (Aggie Donovan), Gene Roth (Callahan), Orville Sherman (Joe Hanify), Olan Soule (McBee), Joseph Mell (proprietario)

## The Clayton Tucker Story
- Prima televisiva: 10 febbraio 1960
- Diretto da: Virgil Vogel
- Soggetto di: Geoffrey Shorling

### Trama
- Guest star: Bobby Beekman, Jr. (Hal Bernard), Louis Jean Heydt (Gantry), Dwight Marfield (Chaffey), Terry Ann Ross (Judy Bernard), James Best (Art Bernard), Jeff Morrow (Clayton Tucker), Dorothy Green (Sabrina Tucker), Aline Towne (Susan Bernard), Robert Hensley (figlio di Gantry)

## The Benjamin Burns Story
- Prima televisiva: 17 febbraio 1960
- Diretto da: Virgil Vogel
- Soggetto di: Virgil Vogel, Gene L. Coon

### Trama
- Guest star: J. Carrol Naish (Benjamin Burns), James Franciscus (John Colter), Olive Sturgess (Kathy Burns), Jack Lambert (Frank Owen)

## The Ricky and Laura Bell Story
- Prima televisiva: 24 febbraio 1960
- Diretto da: Allen H. Miner
- Scritto da: Allen H. Miner

### Trama
- Guest star: June Lockhart (Laura Bell), James Gregory (Ricky Bell), Theodore Newton (Jacob), Ann Doran (zia Lizzie), Meg Wyllie (Mrs. Fleur)

## The Tom Tuckett Story
- Prima televisiva: 2 marzo 1960
- Diretto da: Herschel Daugherty
- Soggetto di: Charles Dickens

### Trama
- Guest star: Don Keefer (maggiore Anderson), Louise Fletcher (Elizabeth), Ralph Moody (Blackhawk), Frank DeKova (capo), Robert Middleton (Nat Burkert), Ben Cooper (Tom Tuckett), Josephine Hutchinson (Miss Stevenson), Frank Wilcox (colonnello Barkley)

## The Tracy Sadler Story
- Prima televisiva: 9 marzo 1960
- Diretto da: Ted Post
- Soggetto di: Eric Norden, Norman Jolley

### Trama
- Guest star: Eugène Martin (David Forest), Carl Benton Reid (Fletcher Forest), Butch Hengen (Anderson Charles), Ted Mapes (Henry Jamison), Elisha Cook, Jr. (Cadge Waldo), Elaine Stritch (Tracy Sadler/Grace Reno), Foxy Callahan (Fox)

## The Alexander Portlass Story
- Prima televisiva: 16 marzo 1960
- Diretto da: Jerry Hopper
- Soggetto di: Peter Barry

### Trama
- Guest star: Sherwood Price (Latigo Kid), Peter Lorre (Alexander Portlass), Bern Hoffman (Bruto), Morgan Woodward (Jupe), Henry Corden (Phelan)

## The Christine Elliot Story
- Prima televisiva: 23 marzo 1960
- Diretto da: Herschel Daugherty
- Scritto da: Jean Holloway

### Trama
- Guest star: Scotty Morrow (Orphan), Dennis Rush (Orphan), Bob Folkerson (Orphan), Tony Maxwell (Orphan), Phyllis Thaxter (Christine Elliot), Donald Woods (Phillip Ayers), Henry Daniell (Morton W. Snipple), Kathryn Card (Abigail), Harry Harvey, Jr. (vicesceriffo Clancy), Don Grady (George), Todd Farrell (orfano), Gary Hunley (Nat Connors)

## The Joshua Gilliam Story
- Prima televisiva: 30 marzo 1960
- Diretto da: Virgil Vogel
- Soggetto di: Ralph E. Winters

### Trama
- Guest star: Irene Tedrow (Freda Halstead), Bethel Leslie (Greta Halstead), Betsy Brooks (Sharon), Pitt Herbert (Miller), Dan Duryea (Joshua Gilliam), Ricky Allen (Harvey Miller)

## The Maggie Hamilton Story
- Prima televisiva: 6 aprile 1960
- Diretto da: Allen H. Miner
- Scritto da: Allen H. Miner

### Trama
- Guest star: Les Tremayne (H. J. Hamilton), Leonard Nimoy (Cherokee Ned), Orville Sherman (Slim), Sylvia Marriott (Marie Louise Hamilton), Susan Oliver (Maggie Hamilton), Frank Wolff (Sam Bass)

## The Jonas Murdock Story
- Prima televisiva: 13 aprile 1960
- Diretto da: Virgil Vogel
- Scritto da: Norman Jolley

### Trama
- Guest star: Lyle Talbot (Jameson), Noah Beery, Jr. (Jonas Murdock), Gail Bonney (Mrs. Jameson), Bernadette Withers (Alma Hardy), Joe Bassett (Red Hawk)

## The Amos Gibbon Story
- Prima televisiva: 20 aprile 1960
- Diretto da: Joseph Pevney
- Scritto da: Gene L. Coon

### Trama
- Guest star: John Ashley (Billy Collier), William Schallert (Miles Van Vander), Mickey Finn (Moose), Darlene Fields (Sophie), Charles Aidman (Amos Gibbon), Arthur Shields (giudice Tremayne), Francis McDonald (Tom Duncan), Bob Hopkins (Hank Morton), John Daheim (Wilkins)

## Trial for Murder (1)
- Prima televisiva: 27 aprile 1960
- Diretto da: Virgil Vogel
- Scritto da: Jean Holloway

### Trama
- Guest star: Ron Hayes (figlio di Miller), Jon Locke (figlio di Miller), Della Sharman (Libby Carter), Walter Baldwin (Eddie Blake), Henry Hull (Mark Applewhite), Marshall Thompson (Brad Mason), Henry Daniell (Sir Alexander Drew), Murvyn Vye (Miller), Melinda Plowman (Eileen), Tyler McVey (Henry Bevan), Connie Gilchrist (Molly Cassidy), Dennis Rush (David Ivers), Claire Carleton (Clara Applewhite), Mary Treen (Bessie Treymore)

## Trial for Murder (2)
- Prima televisiva: 4 maggio 1960
- Diretto da: Virgil Vogel
- Scritto da: Jean Holloway

### Trama
- Guest star: Dennis Rush (David Ivers), Murvyn Vye (Miller/Jed Fuller), Del Moore (Charles Ivers), William Schallert (Elliott Drake), Henry Hull (Mark Applewhite), Marshall Thompson (Brad Mason), Dianne Foster (Leslie Ivers), Connie Gilchrist (Molly Cassidy), Henry Daniell (Sir Alexander Drew), John Alderman (Richard Cassidy)

## The Countess Baranof Story
- Prima televisiva: 11 maggio 1960
- Diretto da: Ted Post
- Soggetto di: Lee Karson

### Trama
- Guest star: Peter Leeds (Alex Foster), Simon Oakland (colonnello Vasily), Roy Engel (Marshal), Ann B. Davis (Susan Foster), Tania Elg (contessa Olga Baranof), Ethel Shutta (amico)

## The Dick Jarvis Story
- Prima televisiva: 18 maggio 1960
- Diretto da: Jerry Hopper
- Scritto da: Floyd Burton

### Trama
- Guest star: Vivi Janiss (Mrs. Jarvis), Tom Nolan (Dick Jarvis), Richard Reeves (Sam Hulsey), Bobby Diamond (Joe Henshaw), Vaughn Meadows (bullo)

## The Dr. Swift Cloud Story
- Prima televisiva: 25 maggio 1960
- Diretto da: Virgil Vogel
- Scritto da: Floyd Burton

### Trama
- Guest star: Dabbs Greer (Finley), Francis McDonald (Geema), Harold Goodwin (Hargrove), Kathy Case (Marie Hargrove), Rafael Campos (Swift Cloud), Phillip Pine (Straight Arrow), Brad Morrow (Dabbs Hargrove), Henry Brandon (Fire Cloud), Art Stewart (membro dello scompartimento del treno)

## The Luke Grant Story
- Prima televisiva: 1º giugno 1960
- Diretto da: Christian Nyby
- Scritto da: Donald Gorman

### Trama
- Guest star: Kaye Elhardt (Sue), Marlene Willis (Angie), Laura Shelton (Chris), Wende Wagner (Fay), Donald Woods (Luke Grant), Joan O'Brien (Victoria Fleming), James Bell (reverendo Peters), Rodd Redwing (capo Neja)

## The Charlene Brenton Story
- Prima televisiva: 8 giugno 1960
- Diretto da: Virgil Vogel
- Scritto da: Floyd Burton

### Trama
- Guest star: Harry Harvey (sceriffo Matt), Raymond Bailey (Jim Brenton), Kathryn Card (Mrs. Mercer), Richard Reeves (Patrick McClure), Sean McClory (Casey), Jean Willes (Flo), William Fawcett (conducente della diligenza)

## The Sam Livingston Story
- Prima televisiva: 15 giugno 1960
- Diretto da: Joseph Pevney
- Scritto da: Harold Swanton

### Trama
- Guest star: Gerry Cohen (Homer), George Ramsey (barista), Jeff Pevney (ragazzo), Norman Leavitt (Judd Higgins), Charles Drake (Sam Livingston), Onslow Stevens (Cass Fleming), Barbara Eiler (Abigail Newkirk), James Lydon (impiegato dell'hotel), William Bakewell (Somers), John Slosser (ragazzo)

## The Shadrack Bennington Story
- Prima televisiva: 22 giugno 1960
- Diretto da: Jerry Hopper
- Scritto da: Fred Cassidy

### Trama
- Guest star: Steve Darrell (Huntley Robertson), Claire Carleton (Mrs. Teale), Gene Roth (padre di Jenny), Henry Hunter (dottor Stevens), David Wayne (Shadrack Bennington), Maggie Pierce (Jenny), Charles Herbert (Winfy Robertson), Laurie Mitchell (principessa Fatima), David McMahon (ufficiale Muldoon)